# 罗州镇
罗州镇是中华人民共和国贵州省毕节市赫章县下辖的一个行政建制镇。
2017年11月9日，贵州省人民政府批复同意撤销罗州乡，设置罗州镇，撤乡设镇后行政区域和政府驻地不变。

## 行政区划
罗州镇下辖以下村级行政区划单位：
龙科村、高山村、铜建村、海源村、和坪村、平原村、长坪村、松林村、红岩村、海子村、营兴村、丫口村、龙滩村、民联村、水营村、大寨村、石山村、还路村、溪河村和光明村。